# Municipio de Mount Morris (Illinois)
El municipio de Mount Morris (en inglés: Mount Morris Township) es un municipio ubicado en el condado de Ogle en el estado estadounidense de Illinois. En el año 2010 tenía una población de 3968 habitantes y una densidad poblacional de 42,39 personas por km².

## Geografía
El municipio de Mount Morris se encuentra ubicado en las coordenadas 42°4′16″N 89°27′6″O / 42.07111, -89.45167. Según la Oficina del Censo de los Estados Unidos, el municipio tiene una superficie total de 93.6 km², de la cual 93,6 km² corresponden a tierra firme y (0 %) 0 km² es agua.

## Demografía
Según el censo de 2010, había 3968 personas residiendo en el municipio de Mount Morris. La densidad de población era de 42,39 hab./km². De los 3968 habitantes, el municipio de Mount Morris estaba compuesto por el 95,97 % blancos, el 0,53 % eran afroamericanos, el 0,2 % eran amerindios, el 0,18 % eran asiáticos, el 1,44 % eran de otras razas y el 1,69 % eran de una mezcla de razas. Del total de la población el 4,16 % eran hispanos o latinos de cualquier raza.